# レフィエ85mm砲

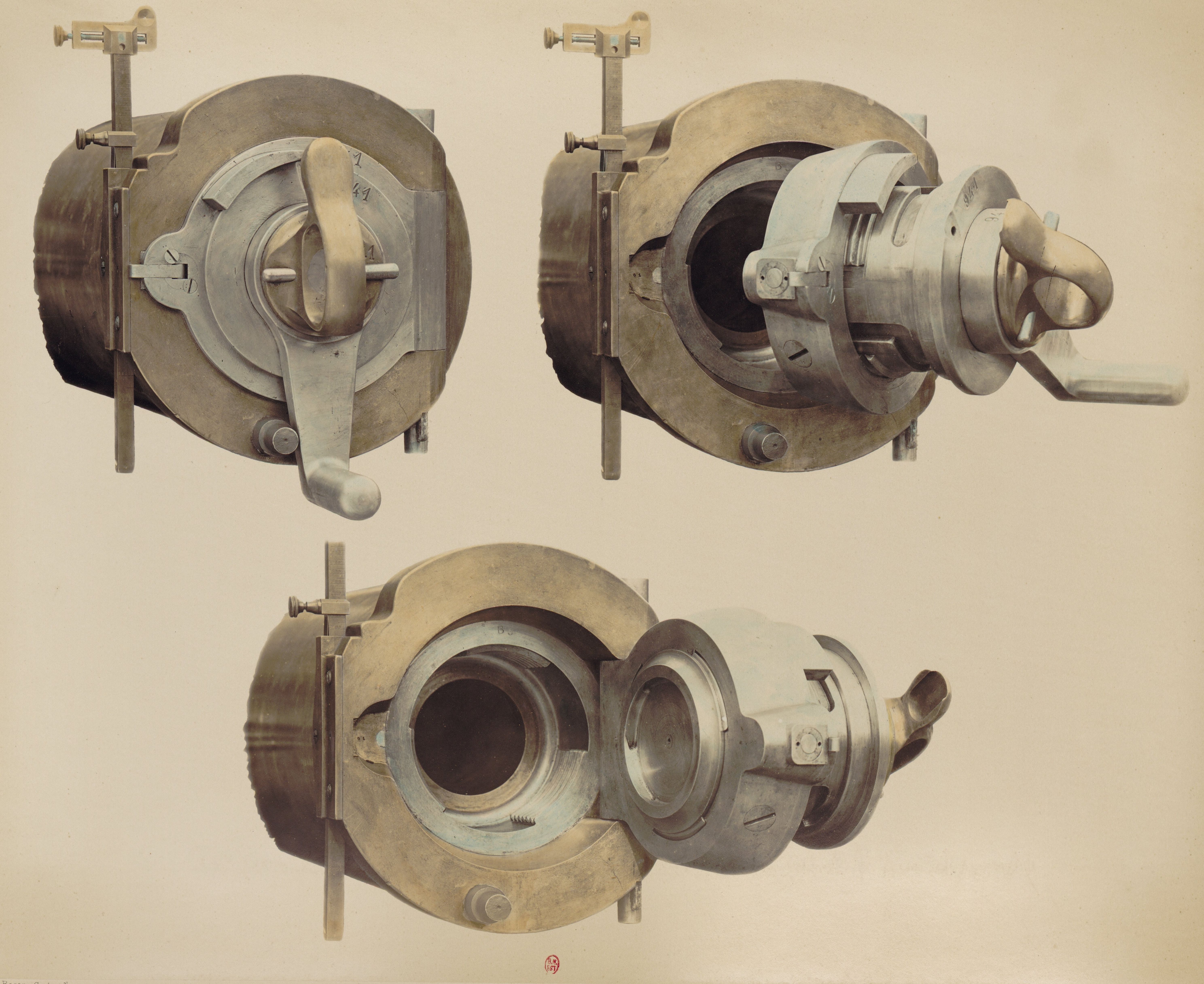
レフィエ85mm砲の螺式尾栓

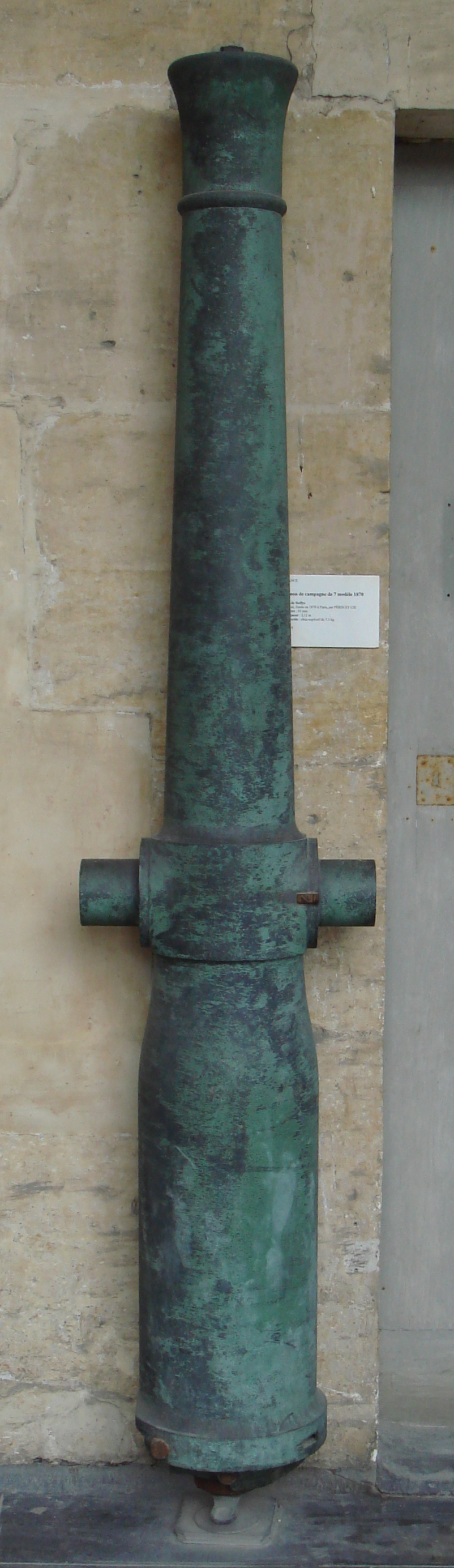
1870年型レフィエ85mm砲、青銅製、Périn et Cie社製造。全長：2.10m、砲弾重量：7.1kg炸裂弾

1870年型レフィエ85mm砲（仏語：Canon de campagne de 7 de Reffye modèle 1870、英語：Reffye 85mm cannon）は、砲兵将軍であるジャン＝バティスト・ヴェルシェール・ド・レフィエ（Jean-Baptiste Verchère de Reffye）が、ムードン造兵廠での最高責任者として開発した19世紀のフランスの野砲。1870年にフランス陸軍に採用された。口径85mmの後装式施条砲で、螺式尾栓を採用した。当初は青銅製であった。

## 概要

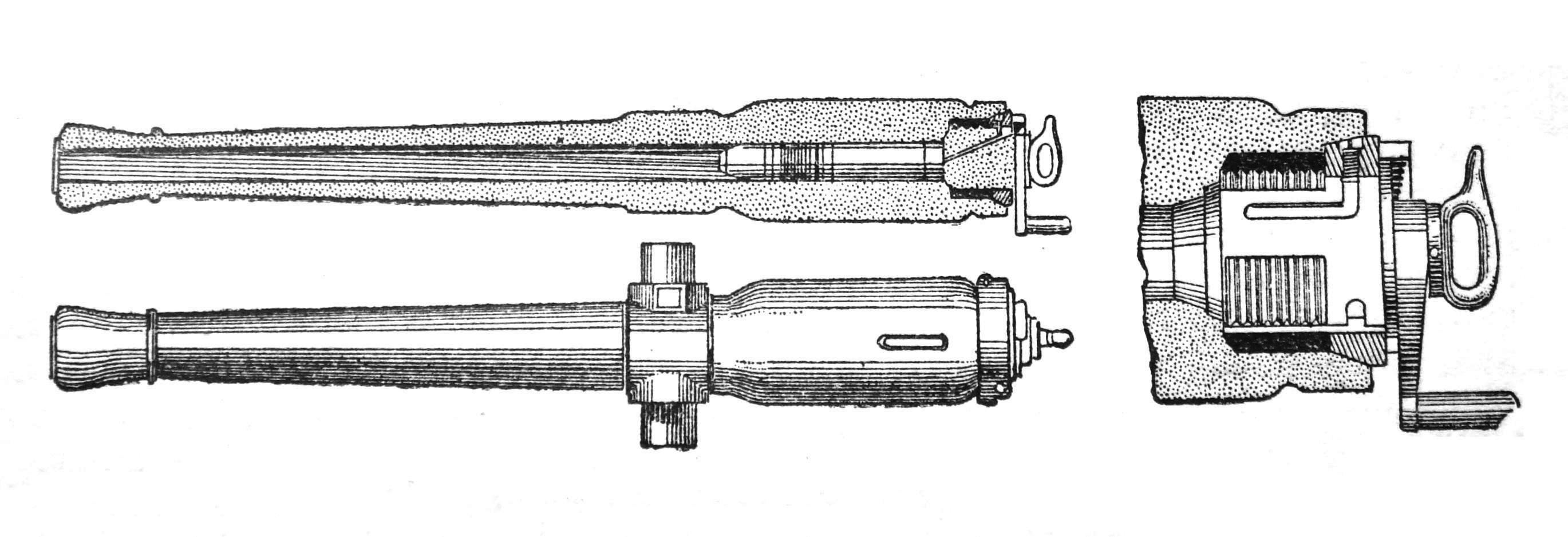
レフィエ85mm砲の断面図

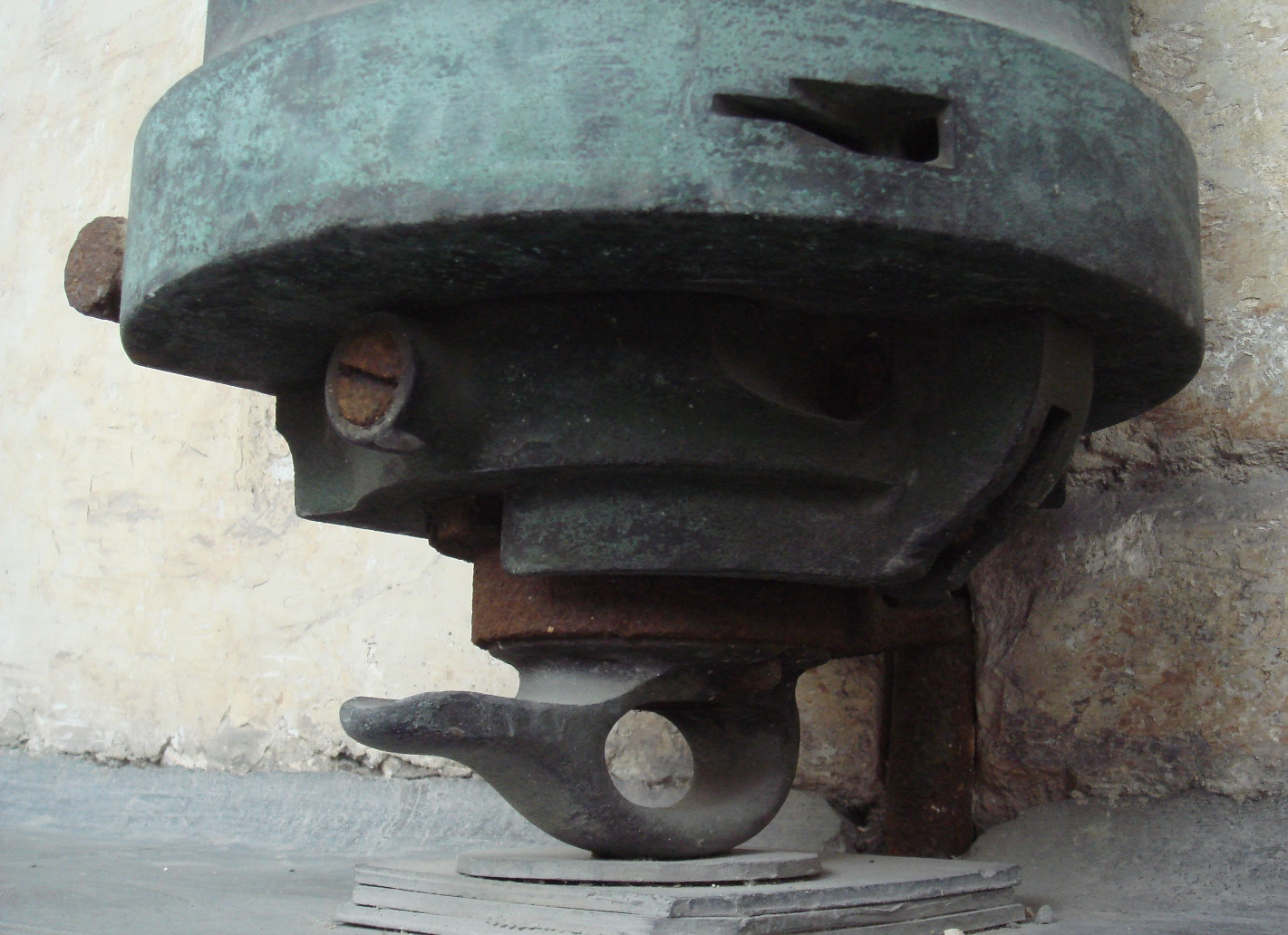
レフィエ85mm砲の尾栓部

レフィエ85mm砲は薬室の閉塞のために隔螺式の尾栓という先端的な機構を採用したが、発射ガスの完全な密閉はド・バンジュ式緊塞方式の発明を待たなければならなかった。砲弾としては炸裂弾を使用した。比較的早い持期にライトール95mm砲（1875年）、ド・バンジュ90mm砲（1877年）に置き換えられた。
ド・ラフィエは1873年にはレフィエ75mm砲を開発している。
1866年には、初期の優れた機銃の一つであるミトラィユーズも開発しており、1870年の普仏戦争において使用されている。

## 参考資料
- The United Service Magazine - 1872
- Frank E. Comparato: Age of Great Guns: Cannon Kings and Cannoneers Who Forged the Firepower of Artillery, The Stackpole Co. (1965), ASIN B001KJR32I
- Micheal Clodfelter: Warfare and Armed Conflicts: A Statistical Reference to Casualty and Other Figures, 1500-2000, McFarland & Company; 2 edition (March 11, 2002), ISBN 978-0786412044
- G. N. Clark: The New Cambridge Modern History